# Ecce Homo (Cuneo)

Riproduzione grafica dell'originale cassa del Torre

L'Ecce Homo è l'ottava delle quindici "casse" che vengono portate a spalla durante la processione del Venerdì Santo che si svolge a Savona ogni due anni, negli anni pari.

## Caratteristiche
Si tratta di una scultura lignea realizzata tra il 1977 e il 1978, opera dell'artista savonese Renata Cuneo. Conservata nell'oratorio dei Santi Pietro e Caterina, viene portata a spalla da 12 portatori per tappa. Le sue dimensioni sono di m 2,10 x 1,80 x 0,90. Al centro della scena la figura di Gesù con il manto di porpora rossa che anziché coprire completamente il corpo, viene qui rappresentato come un vero e proprio mantello quasi a sottolineare la regalità del Cristo. Alla sua sinistra una figura in atteggiamento minaccioso, mentre alla sua destra Ponzio Pilato lo indica presentandolo al popolo. L'opera fu realizzata per sostituire una precedente "cassa" seicentesca con lo stesso soggetto, opera di Giovanni Andrea Torre, distrutta da un bombardamento nel 1944.